# Аринсаль
Аринсаль (кат. Arinsal) — андоррське місто в парафії Ла-Массана, розташоване на висоті від 1550 до 2560 метрів, недалеко від кордону з Іспанією в Торі, Пальярс. 
Влітку Арінсаль є домом для пішоходів і велосипедистів, а також тих, хто просто хоче відпочити серед гірських пейзажів. Взимку тут пропонують катання на лижах і сноубордах для новачків, а також хороший вибір трас для середнього рівня. Перші гірськолижні підйомники були встановлені в Арінсалі в 1973 році. У літні місяці гірськолижний курорт Арінсаль перетворюється на велосипедний парк Vallnord. Це один із найбільших велосипедних курортів у південній Європі, який складається як з трас для крос-кантрі, так і для швидкісного спуску.